# 軍政國境地帶
軍政國境地帶（德語：Militärgrenze，塞爾維亞-克羅埃西亞語拉丁字母：，塞爾維亞-克羅埃西亞語西里爾字母：），為哈布斯堡王朝及後來的奧地利帝國&奧匈帝國的一類邊境領地，作為防範鄂圖曼帝國進襲的前沿防線。
在斐迪南一世於16世紀被選為匈牙利與克羅地亞的國王後，也隨之在兩地建立起新的防禦系統，為一套處於特別軍政管轄下的六個行政分區。1869年之後，由於奧匈帝國和土耳其已少有戰事，克羅地亞議會要求這一地區實現非軍事化。1881年之後，軍政國境地帶的大部分地區被併入克羅埃西亞-斯拉沃尼亞王國。
克羅地亞軍政國境地帶與斯洛文尼亞軍政國境地帶初始，是處於克羅地亞議會及當地總督的管轄權下。到1627年這些地區被轉由哈布斯堡軍隊直接指揮。不過直到1881年正式廢除該防線地區體制前，在地人民也一直享有完整的民事和軍事自治權力。
由17世紀開始，相關地域就向東擴張並增加設立分區，由之其是從西邊克羅地亞本部延展到東邊外西凡尼亞，囊括地域為現代的克羅地亞、波斯尼亚和黑塞哥维那、塞爾維亞、羅馬尼亞和匈牙利。在此期間，防禦體制亦隨之改變，由常駐軍事單位轉變為一種軍役移民社區。
歷史上該地區的定居者被熟知為邊防步兵（Grenzer，或稱frontiersmen），大多數人為克羅地亞人、塞爾維亞人、德意志人、弗拉赫人及其他背景移民。為換取土地收穫、宗教自由和優惠稅率，這些羣體就到這些地方墾殖，並效忠王朝擔當抵禦鄂圖曼進襲的衛士。18世紀時匈牙利招徠一批德意志人定居和開發多瑙河谷，進而得名多瑙河斯瓦比亞人（Donauschwaben）。由在地定居者們組成的團隊單位，有著各種移民落腳及服役的原因，熟悉駐地的地利和環境，在歷史上也很快贏取了令人畏懼的軍事聲名。

## 外部連結
- Map （页面存档备份，存于）
- Map
- Map （页面存档备份，存于）
- Map